# ضفدع الحقول
ضفدع الحقول (الاسم العلمي: Rana arvalis) (بالإنجليزية: moor frog)‏ هي نوع من البرمائيات يتبع جنس الضفدع الحقيقي من فصيلة الضفادع الجنوبية.